# Argelato
Argelato é uma comuna italiana da região da Emília-Romanha, província de Bolonha, com cerca de 8671 habitantes. Estende-se por uma área de 35 km², tendo uma densidade populacional de 248 hab/km². Faz fronteira com Bentivoglio, Castel Maggiore, Castello d'Argile, Sala Bolognese, San Giorgio di Piano.

## Demografia
| Variação demográfica do município entre 1861 e 2011                               |
|                                                                                   |
| Fonte: Istituto Nazionale di Statistica (ISTAT) - Elaboração gráfica da Wikipedia |